# Верхняя Бреевка
Ве́рхняя Бре́евка — отдалённое село в Чугуевском районе Приморского края.

## География
Расположено на правом берегу реки Уссури при впадении слева малой горной реки Медведка.
От Верхней Бреевки к районному центру Чугуевка идёт автодорога (через Извилинку, Булыга-Фадеево и Соколовку).
Расстояние до Чугуевки около 78 километров..
К западу от Верхней Бреевки (вверх по реке Медведка) находится село Медвежий Кут, а на юго-восток (вверх по Уссури) — с. Архиповка, с. Тополевое. с. Ясное.

## Население
| 2002 | 2006 | 2010 |
| ---- | ---- | ---- |
| 542  | ↗593 | ↘450 |

## Экономика
- Предприятия по заготовке леса.
- Жители занимаются сельским хозяйством.
- В селе расположена школа МОУ СОШ №11. Имеется 2 магазина. некоторые улицы сильно пострадали от тайфуна Лайонрок в  авг. 2016. Сотовая связь представлена 1 оператором - Билайн (Вымпелком).   В апреле 2023г. открыли новый центр культуры. Объект построили по национальному проекту «Культура» взамен сгоревшему в 2017г. ДК.